# Gloeopeniophorella rubroflava
Gloeopeniophorella rubroflava är en svampart som beskrevs av Rick 1934. Gloeopeniophorella rubroflava ingår i släktet Gloeopeniophorella, ordningen Russulales, klassen Agaricomycetes, divisionen basidiesvampar och riket svampar.   Inga underarter finns listade i Catalogue of Life.